# Анджей Ґурський
Анджей Ґурський із Залісся гербу Наленч — польський шляхтич, урядник Королівства Польського. Посади: Галицький та кам'янецький каштелян, староста овруцький, підсудок кам'янецький. Воєвода мазовецький, підскарбій надвірний коронний.

Дружина — Незабітовська, з дружиною мав дочок.